# Morus notabilis
Espèce
Morus notabilis est une espèce de plantes dicotylédones de la famille des Moraceae, originaire de Chine. Ce sont des arbres dioïques, de taille moyenne à grande, à feuilles caduques.
C'est la première espèce de mûrier dont le génome, qui compte 7 paires de chromosomes, a été séquencé. Sur un total de 330 Mb, 128 Mb de séquences répétitives ont été identifiées, ainsi que 29 338 gènes. 

## Synonymes
Selon Kew Science :
- Morus mongolica  var. yunnanensis (Koidz.) C.Y.Wu & Z.Y.Cao
- Morus yunnanensis Koidz.